# Paral·lel 10° sud
El paral·lel 10° sud és una línia de latitud que es troba a 10 graus sud de la línia equatorial terrestre. Travessa l'oceà Atlàntic, l'Àfrica, l'Oceà Índic, el Sud-est Asiàtic, l'Australàsia, l'Oceà Pacífic i Amèrica del Sud.

## Geografia
En el sistema geodèsic WGS84, al nivell de 10° de latitud sud, un grau de longitud equival a 109,638 km; la longitud total del paral·lel és de 39.470 km, que és aproximadament 98,0% de la de l'equador, del que es troba a 1.106 km i a 8.896 km del pol Sud

## Arreu del món
A partir del Meridià de Greenwich i cap a l'est, el paral·lel 10° sud passa per: 
| Coordenades                               | País. Territori o mar  | Notes |
| ----------------------------------------- | ---------------------- | --- |
| 10° 0′ S, 0° 0′ E / 10.000°S,0.000°E      | Oceà Atlàntic          | |
| 10° 0′ S, 13° 20′ E / 10.000°S,13.333°E   | Angola                 | |
| 10° 0′ S, 22° 12′ E / 10.000°S,22.200°E   | R.D. del Congo         | |
| 10° 0′ S, 28° 38′ E / 10.000°S,28.633°E   | Zàmbia                 | |
| 10° 0′ S, 33° 20′ E / 10.000°S,33.333°E   | Malawi                 | |
| 10° 0′ S, 33° 57′ E / 10.000°S,33.950°E   | Llac Malawi            | |
| 10° 0′ S, 34° 31′ E / 10.000°S,34.517°E   | Tanzània               | |
| 10° 0′ S, 39° 49′ E / 10.000°S,39.817°E   | Oceà Índic             | Passa entre les illes del Grup Aldabra, Seychelles · Passa al nord de Farquhar, Seychelles · Passa al nord de les Agalega, Maurici                                                                                             |
| 10° 0′ S, 119° 57′ E / 10.000°S,119.950°E | Indonèsia              | Illa de Sumba |
| 10° 0′ S, 120° 49′ E / 10.000°S,120.817°E | Mar de Savu            | |
| 10° 0′ S, 123° 34′ E / 10.000°S,123.567°E | Indonèsia              | Illa de Timor |
| 10° 0′ S, 124° 34′ E / 10.000°S,124.567°E | Mar de Timor           | |
| 10° 0′ S, 131° 19′ E / 10.000°S,131.317°E | Mar d'Arafura          | |
| 10° 0′ S, 141° 39′ E / 10.000°S,141.650°E | Mar del Corall         | Passa a través de les illes de l'estret de Torres, Austràlia |
| 10° 0′ S, 147° 40′ E / 10.000°S,147.667°E | Papua Nova Guinea      | Illa de Nova Guinea |
| 10° 0′ S, 149° 51′ E / 10.000°S,149.850°E | Mar de Salomó          | |
| 10° 0′ S, 150° 54′ E / 10.000°S,150.900°E | Papua Nova Guinea      | Illa de Normanby |
| 10° 0′ S, 151° 17′ E / 10.000°S,151.283°E | Mar de Salomó          | Passa al sud de l'illa de Guadalcanal, Illes Salomó |
| 10° 0′ S, 161° 20′ E / 10.000°S,161.333°E | Oceà Pacífic           | Passa entre les illes de Malaita Sud i Makira, Illes Salomó · Passa al sud de l'illa d'Ulawa, Illes Salomó · Passa entre els grups d'illes Duff i Reef, Illes Salomó · Passa entre els atols de Nukulaelae i Niulakita, Tuvalu |
| 10° 0′ S, 161° 5′ O / 10.000°S,161.083°O  | Illes Cook             | Atol Rakahanga |
| 10° 0′ S, 161° 4′ O / 10.000°S,161.067°O  | Oceà Pacífic           | |
| 10° 0′ S, 150° 15′ O / 10.000°S,150.250°O | Kiribati               | Illa Carolina |
| 10° 0′ S, 150° 14′ O / 10.000°S,150.233°O | Oceà Pacífic           | |
| 10° 0′ S, 139° 8′ O / 10.000°S,139.133°O  | Polinèsia Francesa     | Illa de Tahuata |
| 10° 0′ S, 139° 6′ O / 10.000°S,139.100°O  | Oceà Pacífic           | |
| 10° 0′ S, 138° 50′ O / 10.000°S,138.833°O | Polinèsia Francesa     | Illa de Moho Tani |
| 10° 0′ S, 138° 48′ O / 10.000°S,138.800°O | Oceà Pacífic           | |
| 10° 0′ S, 78° 12′ O / 10.000°S,78.200°O   | Perú                   | |
| 10° 0′ S, 72° 10′ O / 10.000°S,72.167°O   | Frontera Brasil / Perú | |
| 10° 0′ S, 71° 21′ O / 10.000°S,71.350°O   | Perú                   | |
| 10° 0′ S, 70° 37′ O / 10.000°S,70.617°O   | Brasil                 | Acre |
| 10° 0′ S, 66° 45′ O / 10.000°S,66.750°O   | Bolívia                | |
| 10° 0′ S, 65° 19′ O / 10.000°S,65.317°O   | Brasil                 | Rondônia Mato Grosso estat de Tocantins Maranhão Piauí estat de Bahia Sergipe Alagoas |
| 10° 0′ S, 36° 0′ O / 10.000°S,36.000°O    | Oceà Atlàntic          | |